# La canzone di Achille
La canzone di Achille (The Song of Achilles) è il romanzo di esordio di Madeline Miller, premiato con l'Orange Prize nel 2012. Il romanzo ripercorre la storia di Achille e Patroclo, dall'esilio di Patroclo adolescente all'incontro con Achille, per poi narrare l'addestramento dei due con il centauro Chirone, l'amore che nasce tra i due principi, la guerra di Troia e infine la morte e il successivo incontro nell'Ade dei due eroi.

## Trama
Patroclo è un bambino gracile e non adatto al combattimento, un fatto che lo rende poco amato dal padre, il re Menezio di Opunte. Ancora bambino, Patroclo viene portato dal padre a Sparta come pretendente alla mano di Elena, ma la fanciulla sceglie invece di sposare Menelao; insieme agli altri numerosi pretendenti, il giovane Patroclo giura di rispettare la scelta di Elena e di difendere i diritti dello sposo voluto dalla giovane, seguendo il suggerimento di Odisseo, re di Itaca. Al suo ritorno in patria, Patroclo si macchia però di un delitto, uccidendo per sbaglio un giovanissimo aristocratico che aveva tentato di rubargli dei dadi. Menezio allora decide di punire il figlio spogliandolo del titolo di principe e del suo patronimico e spedendolo a Ftia, dove crescerà con gli orfani e gli esuli sotto la protezione di Peleo.
Qui Patroclo fatica a integrarsi con gli altri esuli e continua ad essere ossessionato da visioni del ragazzino che ha ucciso, finché non entra nelle grazie di Achille, il figlio di Peleo e anche suo coetaneo che, nonostante abbia appena dieci anni, dimostra delle doti e una bellezza straordinarie, che tradiscono la sua natura semidivina, in quanto sua madre è la ninfa Teti. Sorprendendo tutti, compresi Peleo e lo stesso Patroclo, Achille sceglie il principe esiliato come compagno prediletto e i due stringono velocemente una profonda amicizia, oscurata solo da Teti, che disapprova la scelta del figlio. Passano gli anni e il rapporto tra Achille e Patroclo si fa sempre più profondo, si rafforza e, alle soglie dell'adolescenza, i due arrivano a baciarsi; subito Achille fugge, lasciando Patroclo in preda allo sconforto, una condizione esacerbata dalla partenza del principe di Ftia, mandato dal centauro Chirone, maestro di tanti eroi, per affinare la sua preparazione. Patroclo si mette sulle tracce dell'amico e a breve lo trova, anche perché Achille non è mai giunto dal centauro e ha preferito invece restare indietro per aspettare il compagno. Chirone li accetta entrambi come suoi studenti e per loro cominciano anni molto felici lontani dalla corte e dalla minacciosa figura di Teti: Achille continua ad addestrarsi all'arte della guerra, mentre Patroclo comincia ad avvicinarsi alla medicina. Superati i sedici anni, i due giovani riescono finalmente a confessare i propri sentimenti l'uno per l'altro e a consumare per la prima volta il loro amore. 
Patroclo salpa verso l'isola, dove viene accolto dalla principessa Deidamia, la figlia del re Licomede, e ritrova l'amato Achille, che Teti ha fatto vestire da donna affinché i messi di Agamennone non lo trovassero. La gioia di Patroclo nel rivedere Achille è guastata dalla scoperta che il principe ha giaciuto con Deidamia, che ora aspetta un figlio da lui, ma questi gli spiega che è stata Teti a costringerlo ad avere rapporti con la principessa, dopo avergli promesso che se lui l'avesse messa incinta lei avrebbe rivelato a Patroclo il suo nascondiglio. Superato l'imbarazzo iniziale, Patroclo ed Achille tornano ad amarsi, ma la loro felicità a Sciro dura poco: Odisseo e Diomede si recano in visita da Licomede e con un astuto stratagemma smascherano Achille, ancora travestito da fanciulla.
Odisseo, protetto da Atena, rivela ad Achille tutta la profezia, incluso ciò che Teti aveva voluto nascondere: o Achille morirà giovane e verrà ricordato nella gloria per sempre, o invecchierà nell'indifferenza generale e il suo nome verrà dimenticato alla sua morte; Teti sapeva della profezia e per questo motivo aveva nascosto il figlio sull'isola per evitare che venisse reclutato da Agamennone. Non potendo tollerare un simile destino, Achille decide di partire per Troia, accompagnato da Patroclo, legato all'impresa dal vecchio giuramento ma soprattutto dall'amore per Achille. Dopo un ultimo viaggio a Ftia, dove Achille sceglie di non rivelare al padre della sua morte imminente, i due si uniscono all'intera flotta greca e fanno conoscenza dell'orgoglioso Agamennone. La mancanza di vento costringe però la flotta a rimanere a terra, finché Calcante non rivela che l'assenza di vento è una punizione di Artemide, disgustata da tutto il sangue che intendono versare nell'assedio di Troia. Agamennone offre la mano della figlia Ifigenia ad Achille e questi accetta, ma quando la giovane sacerdotessa avanza per incontrare lo sposo, Agamennone la sacrifica a tradimento. Questo sacrificio era il tributo richiesto da Artemide, che ora lascia che i venti soffino liberamente, permettendo quindi alla flotta di salpare per l'Asia Minore. Achille è sconvolto dalla morte della fanciulla, ma promette a Patroclo di tentare di imbrogliare il Fato: è stato profetizzato che lui morirà soltanto dopo che lui avrà ucciso Ettore, ma pensa di poter evitare il proprio destino dato che non ha alcuna intenzione di farlo.
I greci approdano e conquistano le spiagge di fronte a Troia e già delle prime schermaglie Achille si rivela una macchina da guerra implacabile e un guerriero rapidissimo e mortale. Allestito il campo, Agamennone guida gli altri re, tra cui Achille, Odisseo, Diomede, Idomeneo ed Aiace, in diverse razzie, durante le quali catturano o rubano i primi bottini da spartirsi. Patroclo spinge Achille a reclamare per sé la giovane Briseide, volendo salvarla dagli stupri da parte dei commilitoni, e lentamente comincia a salvare altre donne, una dozzina in tutto, dalla violenza dei greci chiedendo ad Achille di reclamare le schiave catturate per sé; è invero con Briseide che stringe un'amicizia profonda e un legame affettivo unico, che quasi lo distrae dall'amore per Achille. Dopo un fallimentare negoziato, la guerra tra Greci e Troiani comincia e Patroclo si trova sul campo di battaglia ad assistere alle prodezze belliche dell'amato. Con il prolungarsi della guerra, che non accenna ad avere fine dato che i due eserciti sono perfettamente bilanciati, Patroclo combatte sempre meno, rendendosi invece molto utile nell'ospedale dell'accampamento, dove le arti imparate da Chirone gli permettono di salvare la vita a moltissimi compagni d'arme.
Passano così otto anni dall'inizio della guerra di Troia ed Achille è riuscito ad allungarsi la vita evitando di trovarsi faccia a faccia con Ettore, il grande difensore di Troia. Lo stato di equilibrio che Patroclo e Achille sono riusciti a trovare viene però guastato da un'oscura profezia di Teti, che annuncia che "il migliore dei Mirmidoni" morirà entro due anni e che alla sua morte seguirà quella di Ettore e dello stesso Achille. I due sono sorpresi dalla profezia, dato che essa implica che non sia Achille il migliore dei Mirmidoni. La situazione nel campo greco degenera quando Agamennone reclama per sé la giovane sacerdotessa troiana Criseide, nonostante il padre Crise, sommo sacerdote di Apollo, abbia offerto un enorme riscatto per la sua liberazione; oltraggiato, Crise chiede al suo dio di punire la tracotanza greca e la peste si abbatte sul campo acheo. Il malcontento e la paura serpeggia tra i greci e, nell'assemblea convocata, Achille interroga l'indovino Calcante, che rivela che la pestilenza è una punizione per l'oltraggio a Crise. Sentendosi sotto attacco, Agamennone, che già da anni cova risentimenti per Achille, accetta di consegnare Criseide, ma pretende che Briseide venga data a lui per punire l'orgoglio di Achille; pur furioso, il Pelide accetta che i soldati di Agamennone portino via Briseide e questo sconvolge Patroclo, che non vede più in lui i tratti che ama da oltre dieci anni. Approfittando di un colloquio privato tra Achille e Teti, Patroclo si reca da Agamennone e, con un giuramento di sangue, tradisce l'amato rivelando le sue intenzioni: Achille ha lasciato che Agamennone prendesse Briseide solo perché sa che se il re miceneo violentasse la schiava l'affronto all'onore di Achille giustificherebbe davanti agli altri la di lui violenta e sanguinosa vendetta. Agamennone si rende conto della situazione e accetta di non toccare Briseide, che però non consegnerà finché Achille non lo supplicherà in ginocchio.
Achille è ferito dal tradimento di Patroclo, ma finisce per capire le sue ragioni e fa pace con lui; tuttavia, pur rinunciando alla vendetta contro Agamennone, decide di non combattere più per lui e di rimanere nella tenda con Patroclo lasciando l'esercito greco al suo destino. Il piano è appoggiato da Teti, che ha chiesto e ottenuto da Zeus la vittoria dei troiani finché Agamennone non chiederà perdono al figlio. L'esercito greco comincia a quindi a perdere una battaglia dopo l'altra ed è costretto a ritirarsi sulla spiaggia, mentre i troiani, guidati da Ettore e ora anche da Sarpedonte, li incalzano e minacciano il loro accampamento e la loro flotta. Nonostante Agamennone offra ricchi doni e la restituzione di Briseide, Achille rifiuta di tornare in campo finché il re miceneo non gli chiederà perdono personalmente e in ginocchio. Fenice, il vecchio tutore di Achille, prova a farlo ragionare raccontandogli la storia di Meleagro, che rifiutò di combattere per la sua città perché i suoi abitanti ne avevano messo in dubbio l'onore: Meleagro accettò di tornare sul campo di battaglia solo dopo le suppliche dell'amata Cleopatra, ma anche se l'eroe portò i suoi uomini alla vittoria, la sua tardiva entrata in battaglia aveva ormai causato la morte di troppi cittadini e la gloria dell'impresa fu offuscata dall'ignominia della sua inazione precedente. Ma Achille, seppur combattuto, ha troppa paura di perdere il suo onore, quello che sa essere la sua unica eredità data la morte imminente e non vuole sentire ragioni. Patroclo, commosso dalla morte dei loro commilitoni, supplica Achille di lasciarlo andare in guerra indossando la sua armatura, perché sa che l'apparizione di Achille (vero o presunto) darebbe energia ai Greci e getterebbe nel panico i Troiani. Dopo molte suppliche, Achille accetta alla condizione che Patroclo non si avvicini a Troia né ad Ettore. Dopo un ultimo bacio, Patroclo guida i Mirmidoni in battaglia e in un primo momento il suo piano riesce: alla vista di "Achille" i Troiani si disperdono, anche perché Patroclo mostra un inaspettato talento militare uccidendo il possente Sarpedonte. Ma Patroclo osa troppo e, inebriato dalla battaglia, infrange la promessa fatta ad Achille e viene ucciso da Ettore.
Continuando la narrazione anche da morto, Patroclo racconta l'inevitabile fine della guerra: spinto dall'immane dolore per la morte dell'amato, di cui si sente responsabile, Achille torna in battaglia, compie una strage senza precedenti di troiani e uccide barbaramente Ettore, continuando poi ad infierire sul suo corpo per giorni. L'ira e il dolore di Achille si placano solamente quando il vecchio re Priamo si reca alla sua tenda di notte e, ricordandogli l'ormai anziano Peleo, lo convince a concedergli di riportare il figlio Ettore a Troia per gli onori funebri. Trovata una qualche pace con se stesso e gli altri, Achille permette anche la cremazione di Patroclo; torna quindi in battaglia e, desiderando la morte, si lascia uccidere da Paride con una freccia guidata dagli dei davanti alle porte Scee. Alla morte di Achille segue lo sbarco di Neottolemo oppure Pirro, il figlio che il principe di Ftia ha avuto a Sciro e che è stato allevato da Teti: questi si dimostra crudele e violento, reclama Briseide per il suo letto e impedisce che il nome di Patroclo, le cui ceneri sono state mischiate a quelle di Achille, venga inciso sotto a quello del padre. L'ordine scandalizza i re greci, affezionati a Patroclo; inoltre, senza una degna sepoltura la sua anima non può raggiungere l'amato Achille nell'Ade. Con lo stratagemma dell'enorme cavallo di legno, i Greci conquistano Troia e Neottolemo dà prova di grande crudeltà uccidendo barbaramente non solo Priamo ma anche Astianatte, il giovanissimo figlio di Ettore, e Briseide, che aveva tentato la fuga consapevole del pericolo per raggiungere l'amato Patroclo nella morte.
Ottenuta la vittoria, i greci salpano per la patria che non vedono da dieci anni, lasciando lo spirito di Patroclo aleggiare sopra i luoghi in cui aveva vissuto i suoi ultimi dieci anni. Addolorata per la morte del figlio, Teti mostra finalmente qualcosa di diverso dall'ostilità nei confronti di Patroclo e gli chiede di raccontarle tutto su Achille; questi le racconta per giorni la storia della sua vita e del suo grande amore per Achille; ella allora arriva a comprendere cose che, pur avendo visto, non ha mai capito di lui. Quando Patroclo finisce la sua storia, Teti incide il nome del giovane sulla tomba del figlio e lo esorta ad andare da lui: Achille lo sta aspettando.

## Riconoscimenti
La canzone di Achille ha vinto l'Orange Prize for Fiction nel 2012.

## Edizioni
- Madeline Miller, La canzone di Achille, traduzione di Matteo Curtoni, Maura Parolini, Sonzogno, 2013, ISBN 8845425584.

- Madeline Miller, La canzone di Achille, collana Universale Economica Feltrinelli, traduzione di Matteo Curtoni, Maura Parolini, Marsilio, 10 gennaio 2019, ISBN 978-88-07-89346-9.

- Madeline Miller, La canzone di Achille, collana Sonzogno, traduzione di Matteo Curtoni, Maura Parolini, Marsilio, 18 novembre 2021, ISBN 978-88-454-0594-5.